# 국공 내전
국공 내전(중국어 정체자: 國共內戰, 간체자: 国共内战, 병음: Guógòng Nèizhàn 궈궁 네이잔[*], 영어: Chinese Civil War)은 1927년 이후 중국공산당이 당시 중국의 중앙 정부였던 중화민국 국민정부를 상대로 벌인 내란 혹은 중국국민당과 중국공산당 사이에 중국 대륙의 패권을 두고 일어난 두 차례의 내전을 말한다. 중화인민공화국에서는 전쟁(戰爭)이라고도 부른다.
보통 1927년에서 1936년까지를 제1차 국공 내전, 1945년부터 1949년까지를 2차 국공내전이라고 부른다. 전쟁의 결과로 본토에는 마오쩌둥이 이끄는 중국공산당의 중화인민공화국이 수립되었으며, 장제스가 이끄는 중국국민당은 난징에 있던 중화민국 정부를 타이베이로 이전하였고 이 사건을 "국부천대"라고 한다. 이후에도 1958년 진먼 포격전까지 하이난섬 등 중국 대륙 부속 도서에서 양측 간의 크고 작은 전투가 계속되었다. 양안(兩岸) 사이에 정전(停戰)에 관한 공식 합의는 없었으나, 1979년 1월 1일 미·중 국교 정상화로 중국 인민해방군이 진먼 섬에 대한 포격을 멈춘 이후 사실상 정전 중이다.

## 배경
1911년 청조가 무너진 이후, 중국은 위안스카이로 대표되는 군벌의 시대로 본격 돌입하게 된다. 쑨원은 군벌이 지배하는 중국 각 지역에서 군벌지배를 종식시키고 중화민국의 통치권을 확립하기 위해 서구 민주주의 국가들에게 도움을 요청하였으나, 서방 국가들은 이에 대해 별다른 관심을 보이지 않았다. 이 때문에 쑨원은 볼셰비키 혁명으로 공산주의 국가를 수립한 소련에 눈을 돌려 1921년 도움을 요청하였다. 레닌은 이에 응하여 1923년 대표단을 상하이에 파견하였고, 쑨원과 레닌이 교류하면서 중국국민당과 중국공산당은 군벌 세력으로 분열된 중국을 재통일하고 외세로부터 독립을 쟁취한다는 목표 아래 제1차 국공 합작을 이루게 되었다.
쑨원은 군벌과 대항하기 위한 군사력을 확보하기 위해 장제스를 비롯한 장교들을 소련으로 파견하여 군사 기술을 습득하도록 하는 한편, 광저우 교외에 황푸군관학교를 세워 자체적으로 현대적 군사력을 키우기 위해 노력하였다. 이 시기에는 공산주의자도 국민당에 입당하는 것이 허용되었기 때문에, 국민당 내에 공산당의 영향력이 상당하였다. 이 즈음 저우언라이는 황푸군관학교의 정치부 교관이었고, 마오쩌둥도 국민당의 요직을 맡고 있었다. 요컨대, 공산당은 국민당 내에서 "정당 안의 또 다른 정당"으로 활동하고 세력을 키워 나갔다.

## 북벌과 국공분열
1925년 쑨원이 죽고, 장제스가 국민당의 국민혁명군 총사령관이 되었다. 장제스는 군벌의 영향력 아래에 있는 중국 북부에서 중화민국의 통치권을 확립하기 위해 북벌을 준비하였다. 당시 국민당은 우파와 좌파로 분열되었고, 공산당이 계속 세력을 넓혀가고 있었다. 1926년 3월 중산함 사건으로 국민혁명군 내의 공산당원이 체포되는 사건이 발생하여 국민당 내 우파(장제스 계열)와 좌파(공산당 계열)의 대립은 격화되었다. 그러나, 이런 상황에도 장제스의 국민혁명군은 민중의 지지로 후난성, 후베이성, 푸젠성, 저장성, 장시성, 안후이성의 6성을 국민당의 세력 안에 편입시키며 우페이푸(吳佩孚), 쑨촨팡(孫傳芳) 등의 군벌을 격파하였고, 만주 군벌 장쭤린과 대치하였다.
1927년 3월 상하이의 노동자들이 무장봉기하여 장제스 군대를 맞아들였다. 장제스는 이를 자신에 대한 민중의 지지로 확신했고 공산주의 세력이 커지는 것을 싫어하는 상공인과 부유층이 중국공산당과 관계를 끊어야 한다고 부추기자, 그해 4월 12일 공산주의자들에 대한 대대적인 숙청·처형을 벌여(4·12 사건) 중국공산당은 괴멸에 가까운 타격을 입고 지하로 숨어들게 되었다. 이로써 제1차 국공 합작이 결렬되고, 국민당과 공산당이 분열되어 첫번째 국공 내전에 들어가게 되었다.

## 제1차 국공 내전
장제스는 농촌 지역에서 끊임없이 세력을 키우고 중화소비에트공화국을 구성하는 공산군을 토벌하기 위해 수차례에 걸쳐 대규모 공격을 개시하였는데 이를 '토공전'(討共戰)이라 한다. 공산당의 군사 조직인 홍군은 종종 홍비(紅匪) 또는 공비(共匪)로 불렸다.
이러한 대규모 토벌 작전에도 불구하고 장제스의 국민혁명군은 홍군을 완전히 분쇄하지 못했는데 이는 인력과 물자가 부족한 홍군이 철저한 게릴라식 유격 전술을 펼쳤기 때문이다. 그러나 마지막 대규모 토벌전에서 국민혁명군은 종전의 토벌 방식을 바꾸어 대규모 진지, 토치카를 짓고 지구전적인 진지전을 펼쳤는데, 홍군은 이 전술에 말려들어 수도인 장시성을 잃게 될 위험에 처하였다.
이때 홍군은 필사적인 후퇴 전술을 택해 중국 대륙을 돌아서 산시성에 이르는 이른바 장정을 감행하고 국민혁명군의 추격을 뿌리치고 중화소비에트공화국의 새로운 수도를 찾게 된다. 홍군의 주력은 무사히 즈단현에 도착하고 그곳을 중화소비에트공화국의 새로운 수도로 정하고 군벌 출신의 장쉐량과 대치했는데, 장쉐량은 공산당에 동조적이고 공산당이 주장하는 항일 정신에 경도되었다. 마침내 1936년 12월 장쉐량은 시안 사건을 일으켜 장제스를 설득, 공산당과의 내전을 중지하고 항일 통일 전선이 성립하게 된다.

## 중일 전쟁
1937년 이후 일본 제국의 침략이 본격화되자 공산당과 국민당은 제2차 국공 합작을 결성, 공동으로 일본군과 전쟁을 벌이게 된다. 홍군은 제8로군과 신사군으로 개편되어 국민혁명군에 소속되지만 사실상 장제스의 통제를 받지 않고 독자적으로 항일전을 벌였다.
이 항일 전쟁 기간 동안 장제스의 국민혁명군은 일본군에 패하여 세력이 점점 약해져 갔고 홍군(팔로군, 신사군)은 세력이 점차 커졌다.

## 제2차 국공 내전

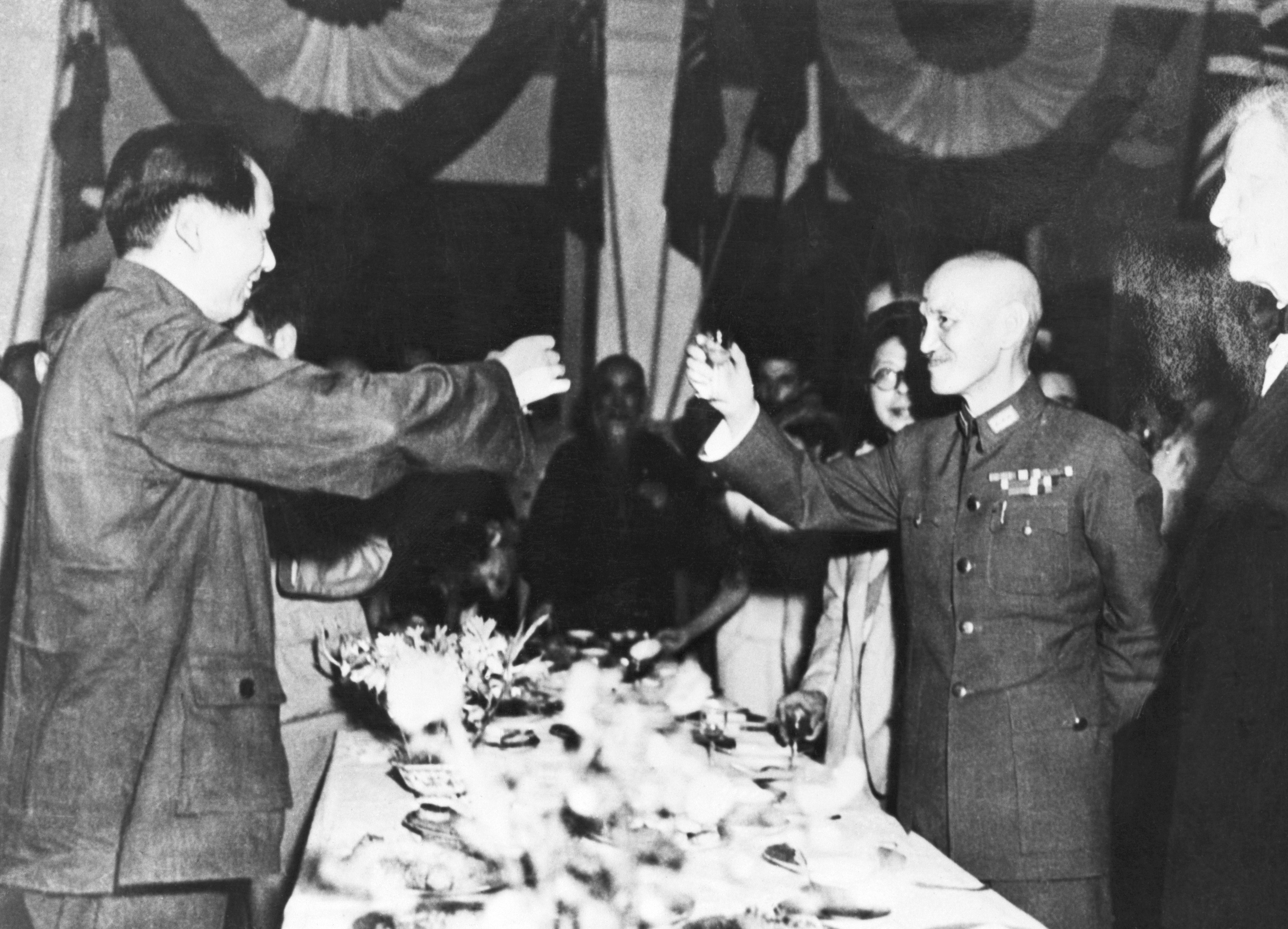
1946년 마오쩌둥과 장제스

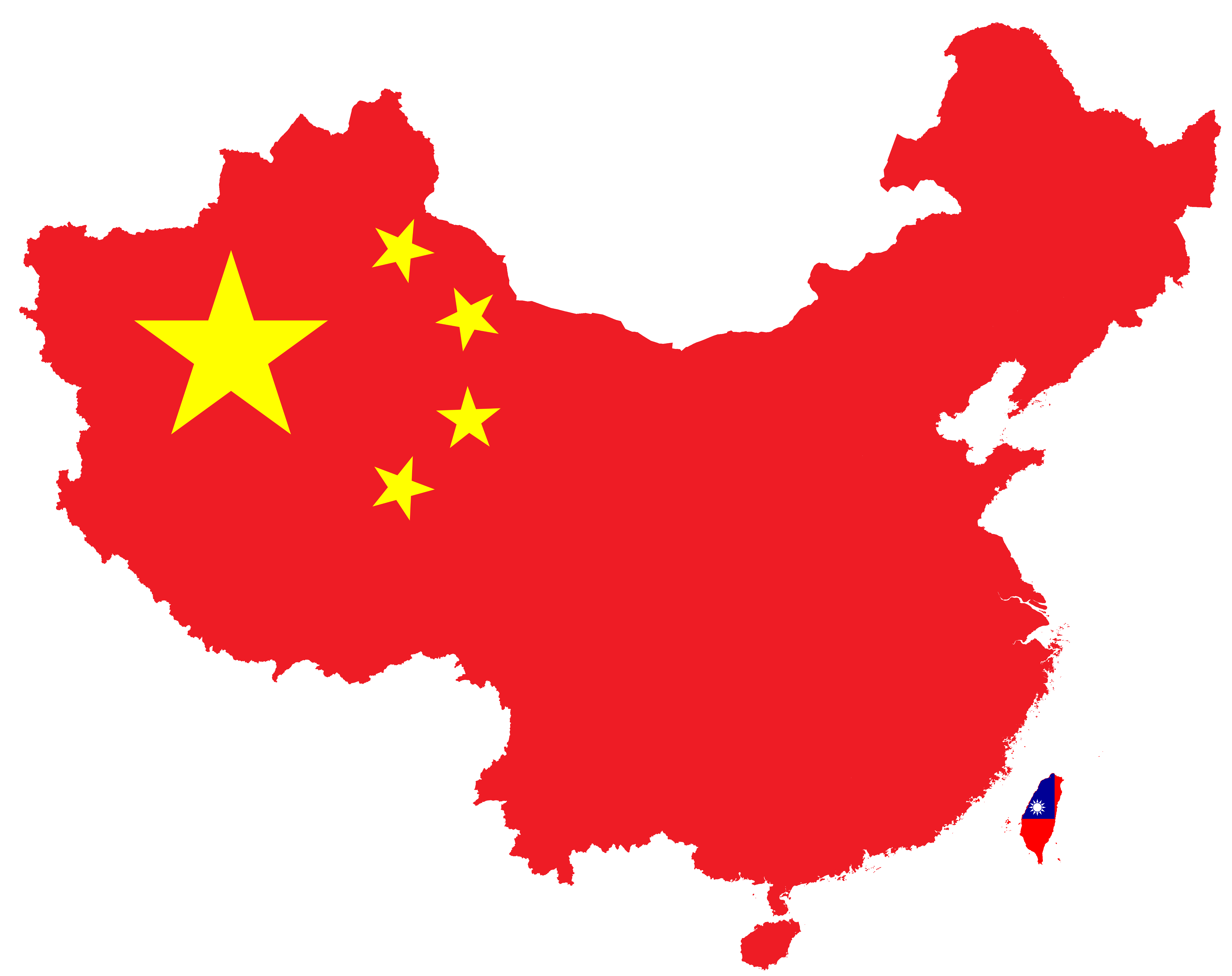
국공내전 후 타이완으로 국부천대한 중화민국과 중국대륙을 점거한 중화인민공화국

일본이 패망한 직후 공동의 적이 사라지자, 공산당과 국민당 사이에는 일본군의 무장 해제와 점령지 정리 등을 둘러싸고 긴장이 고조되었다. 오랜 전쟁에 지쳐 있던 양측은 내전을 피하기 위해 1945년 8월부터 약 한 달 반 동안 충칭에서 장제스와 마오쩌둥이 만나 회담을 가졌고, 같은 해 10월 내전을 피하고 정치적 민주화를 추진하는 것에 관한 합의가 도출되었다. 그러나 이러한 합의에도 불구하고 양측 간의 갈등이 더욱 커지자, 미국의 마샬 장군이 중재에 나서 내전을 피할 공동 정부를 구성하기 위한 협상이 1946년 1월부터 시작되었고 어느 정도 합의에 다다랐다. 그러나 이를 인준하는 과정에서 국민당이 다시 합의안을 번복하고 공산당이 이에 항의하면서 결국 공동 정부 구성에 실패하였다.
1946년 6월 국민혁명군은 본격적으로 공산당 지구를 침공하여 전면적인 내전을 개시하였다. 초기에 국민혁명군은 병력, 장비, 보급 등 모든 면에서 중국 인민해방군(홍군)보다 우세했고, 특히 미국의 지원을 받아 무장하고 있어서 내전은 곧 종식될 듯이 보였다. 특히 1947년 3월에는 후쫑난이 지휘한 20만의 병력이 중화소비에트공화국의 수도인 옌안을 점령하기도 했다. 그러나 무리하게 점령지를 늘린 국민혁명군(→1947년 12월 중화민국 국군)은 병력을 지나치게 분산시키는 전략적 오류를 범하게 되었다.
게다가 국민당 정부의 총체적 부패, 인플레로 인한 경제 붕괴, 그리고 이미 떠난 민심이 어우러져 1948년 가을부터는 공산당 측에 유리하게 내전이 전개되었다. 1948년 11월 린뱌오가 지휘한 동북 인민해방군이 만주에서 중화민국 국군을 격파하는 것을 시작(요심전역)으로 전세가 역전되고 힘의 균형이 깨졌다. 인민해방군은 1949년 1월 31일 베이징에 입성하였고, 파죽지세로 장강(창강, 양쯔강)을 건너 4월 23일에는 국민당 정부의 수도 난징을 함락시키고, 5월 27일 중국 대륙 최대 도시 상하이까지 손에 넣었다.
1949년 10월 1일 마오쩌둥은 베이징에서 중화인민공화국의 수립을 선포하고 국가주석에 취임하였다. 중국 인민해방군은 같은 해 10월 14일에는 광저우를 접수하고, 11월 30일에는 중화민국 정부의 임시수도였던 충칭(重慶)마저 함락시켰다. 12월 10일 장제스는 대륙 최후 거점인 청두(成都)에서 타이완(臺灣, 대만)으로 탈출했고, 12월 27일 중국 인민해방군이 청두에 입성함으로써 대륙에서 국민당을 완전히 몰아냈다.
1949년 10월 인민해방군은 중국 대륙과 타이완섬 사이의 전략적 요충지인 진먼 섬(金門島)을 공격하여 고령두 전투(1949.10.25. - 10.27.)를 벌였으나 중화민국 국군에 대패하였다. 이후 타이완섬과 이 섬에 대한 중화민국 정부의 지배가 공고해졌고, 대륙에서 패한 중화민국 정부는 타이완으로 옮길 수 있었다. 1950년 하이난섬(海南島) 전투(1950.3.5. - 4.30.)와 홍콩 근해의 완산 군도(萬山群島) 전투(1950.5.25. - 6.27.)에서 중화민국 국군이 중국 인민해방군에 잇따라 패퇴하고, 상하이 근해의 저우산 군도(舟山群島)(1950.5.16.)와 다천(大陳) 섬(1955.2.11.)에서 중화민국 국군이 철수함으로써 양안(兩岸) 사이에 현재와 같은 경계가 만들어졌다.
중국 인민해방군은 1958년에도 무려 47만발에 이르는 포탄을 진먼 섬에 쏟아부었으나 점령하지 못하였고(진먼 포격전), 1979년 1월 1일 미국과 수교하기 전까지 20년간 이 섬에 대한 간헐적인 포격을 계속하였다.

## 같이 보기
- 국공 합작
- 국부천대
- 마오쩌둥
- 장제스
- 장정
- 중화민국의 대외 관계